# Maxim M/32-33
A Maxim M/32-33 é uma modificação finlandesa do Maxim PM M1910 russa, desenvolvida por Aimo Lahti em 1932. Lahti recebeu ordens para adaptar a Maxim para que pudesse ser alimentada com fitas de munição metálicas mais modernas, em vez das fitas de pano originais. A arma resultante era capaz de disparar a uma cadência de 850 tiros/min, enquanto a M1910 russa e a anterior M/09-21 finlandesa eram capazes de disparar apenas 600 tiros/min. O aumento da cadência de tiro foi alcançado por meio de melhorias que incluíam um mecanismo de aceleração e um reforço de cano. Outras mudanças incluíram um redesenho das empunhaduras e alças de mira da Maxim M/32-33, bem como um ponto de instalação para uma mira óptica.
Ao contrário de todas as outras Maxim finlandesas, a Maxim M/32-33 foi projetada desde o início para ser adequada para uso antiaéreo. O novo tripé M/32 foi projetado e fornecido com peças extras, permitindo sua fácil conversão em um suporte antiaéreo, e acessórios para tiro antiaéreo foram incluídos como padrão.
A última melhoria na M/32-33 foi a adição de uma capa de enchimento de neve à manga d'água; dessa forma, a neve poderia ser usada em vez de água durante o inverno, eliminando a necessidade de carregar e armazenar 3 litros de água de refrigeração em condições de neve abaixo de zero. Esse recurso também foi adotado nas variantes russas do final da Segunda Guerra Mundial.
Algumas centenas das primeiras M/09 foram modificadas para o padrão M/32 pelo Depósito de Armas 1 entre 1933 e 1935. Essas armas também foram chamadas de M/09-32.